# Epileptobos groeneveldtii
Epileptobos groeneveldtii (лат., первоначально описан как Leptobos groeneveldtii) — ископаемый вид быков, обитавших на территории современной Индонезии в среднем плейстоцене. Единственный известный вид рода Epileptobos.

## Систематика
Вид Leptobos groeneveldtii описан в 1908 году Эженом Дюбуа по голотипу из среднеплейстоценовых отложений Вадегана (Ява) — задней части черепа с сохранившимися костными стержнями обоих рогов. Видовое название было дано в честь Виллема Груневелдта, руководителя нидерландского департамента образования, религии и промышленности, поддерживавшего изыскания Дюбуа в Индонезии. В коллекции Дюбуа имелся ещё один череп, относимый к тому же виду. Впоследствии, в 1934 году Густав фон Кенигсвальд описал ещё один вид ископаемых быков с Явы — Leptobos cosijni, однако впоследствии было показано, что морфологически череп, по которому было сделано описание этого вида, не отличается от второго черепа из коллекции Дюбуа.
В 1956 году было продемонстрировано, что существуют принципиальные отличия между яванскими ископаемыми и представителями рода Leptobos, известными по виллафранкскому ярусу Европы и Сиваликских гор в Индии. Ключевое различие состоит в том, что у яванского быка рога имеют и самцы, и самки, тогда как у рода Leptobos самки безроги. Костные стержни рогов у рода Leptobos короче и менее сдвинуты назад от глазниц. Существует также разница в строении теменной и затылочной костей и затылочного бугра. В связи с этим находки с Явы были выделены в отдельный монотипический род Epileptobos, более прогрессивный по сравнению с Leptobos и приближающийся к родu Bison.
Более поздние находки новых представителей рода Leptobos в Китае могут стать поводом к пересмотру статуса таксона Epileptobos, однако он в любом случае моложе любых известных представителей рода Leptobos из Европы или Китая.

## Описание
Крупный бык со сравнительно широким и низким черепом. Рога имелись как у самцов, так и у самок, костные стержни длинные, круглые в поперечном сечении, сильно сдвинутые назад от глазниц, изгибаются вначале назад и в стороны, а затем внутрь и вперёд. Очень короткая теменная кость образует сагиттальный гребень, который начинается между оснований рогов и продолжается к затылку, образуя мощную треугольную выпуклость, нависающую над затылочной костью. Этот выступ поднимается выше лобно-теменного шва. Имеются также заметные височные гребни. Затылочная кость в проекции сзади имеет треугольную форму основанием вниз, где верхнюю вершину образует выступ сагиттального гребня (у рода Leptobos затылочная кость полукруглая). Задние концы височных ямок сближены между собой на расстояние примерно 2/3 ширины черепного свода. Моляры гипселодонтного типа (с коронками и эмалью, высоко поднятыми над уровнем десны, что обеспечивает дополнительную высоту для износа), нёбо не соединяется с сошником.
Вид известен почти исключительно по черепам. Единственные не относящиеся к черепу кости, которые принято приписывать Epileptobos — первый шейный позвонок и левая пястная кость, найденные вместе с черепом из Кедунг-Ноджо (ещё один экземпляр из коллекции Дюбуа). Хотя отростки позвонка повреждены, его общая ширина, по-видимому, не превышала 200 мм. Минимальная длина — 47 мм; соотношение ширины к длине как 1:0,24 соответствует крайним нижним значениям для рода Bibos (этот таксон, в который включаются бантенг, гаял и гаур, часто рассматривается как подрод рода Настоящие быки). Пястная кость также обломана на конце, в проксимальной части достигает в ширину 64 мм, что также укладывается в диапазон для современных видов рода Bibos и азиатских буйволов.
Окаменелости, обнаруживаемые вместе с костями E. groeneveldtii, показывают, что его средой обитания были открытые степи, предшествовавшие приходу в Индонезию влажных тропических лесов.